# Обиспо, Паскаль
Паскаль Мишель Обиспо (фр. Pascal Michel Obispo; 8 января 1965 года, Бержерак, (Дордонь, Франция) — французский певец, автор песен.

## Биография
Паскаль Обиспо, сын бывшего игрока в футбол, родился 8 января 1965 года в городе Бержерак. Имеет баскское происхождение по отцу и армянское происхождение со стороны деда по материнской линии.
Он покинул свой родной город в возрасте 13 лет и переехал в Ренн с матерью. Именно там он понял, что его истинное призвание — музыка. Ренн имел свой собственный ежегодный фестиваль Transmusicales, жил бурной музыкальной жизнью. Паскаль Обиспо начал петь в 1980 году.
Живя в такой творческой атмосфере, в 1988 году Паскаль Обиспо вместе с Франком Дарселем, игравшим ранее в бретонском коллективе "Marquis de Sade» («Маркиз де Сад»), собрал свою первую группу «Senso».
В 1991 Обиспо заключил свой первый контракт со студией Epic. Он выпустил первый альбом, который прошёл практически незамеченным и теперь является раритетом — «Le long du fleuve» («Вдоль реки»). В 1992 году вышел его второй альбом «Plus que tout au monde» («Больше всего на свете»). На этот раз успех пришёл немедленно, заглавная песня долгое время держалась в хит-парадах многочисленных радиостанций, хотя и некоторые другие треки также стали хитами. После выхода альбома Обиспо отправился в турне по стране, завершившееся в декабре 1993 первым выступлением певца на сцене парижского Passage du Nord Ouest.
В 1994 году Паскаль Обиспо записывает новый альбом «Un jour comme aujourd'hui» («День как сегодня»), который тоже оказался удачным. После выхода альбома Обиспо отправился в турне, которое длилось с февраля по март 1995 года, в ходе которого он посетил уроки музыки в более чем в 60 средних школах. Он проехал через всю Францию и 15-го ноября выступил в Сигале. Тогда же он написал песню «Zen» («Дзэн») для своей подруги Зази (фр. Zazie).
В начале 1996 Обиспо выступал с поддержкой канадской исполнительницы Селин Дион в её французском туре, во время которого прошли 4 выступления в Берси («Bercy Stadium»).
В октябре 1996 он выпустил следующий альбом «Superflu» ("Лишний). Песня «Lucie» («Люси») побила рекорды, так как за один месяц было продано 80 000 экземпляров. В создании этого альбома приняли участие Лионель Флоранс и Жак Ланцман (сотрудничавший с Жаком Дютронком). Третий альбом разошёлся за первые три месяца тиражом в 300 тысяч экземпляров. С полным аншлагом прошли концерты в двух легендарных залах — «Зенит» и «Олимпия».
28 июля 1997, во время выступления в Аяччо, на Корсике, обезумевший 19-летний фанат открыл огонь по сцене. Паскаль Обиспо и его музыканты были ранены. К счастью, раны оказались несерьезными, и уже через сутки пострадавших выписали из больницы.
В 1997 году Паскаль Обиспо сотрудничает с несколькими исполнителями. Он написал несколько песен для диска Флорана Паньи (Florent Pagny) «Savoir aimer», который разошёлся тиражом в 1,6 млн проданных экземпляров по всему миру, начал работу над материалом для альбома французской легенды Джонни Холидэя «Ce qui je sais» («То, что я знаю»).
В 1998 году Обиспо взялся за проект, в котором приняли участие музыканты, выступающие в самых разных жанрах. Средства от продажи альбома, который был продан в количестве 700 тысяч экземпляров, пошли в фонд борьбы со СПИДом. Обиспо является почетным членом совета директоров Ассоциации борьбы со СПИДом.
В 1999 Обиспо работал с Патрисией Каас и Флораном Паньи. В декабре 1999 выходит его студийный альбом «Soledad» («Одиночество»).
В июне 2000 вышел альбом «Десять заповедей». В этом же году, 4 апреля, он женился на Изабель Фунаро, а несколько месяцев спустя, 11 октября, у него родился сын Шон.

## Альбомы
- Le long du fleuve (1990)
- Plus que tout au monde (1992)
- Un jour comme aujourd'hui (1994)
- Superflu (1996)
- Live 98 (1998)
- Soledad (
- Millésime Live 00/01 (2001)
- Studio Fan - Live Fan (2004)
- Les Fleurs du bien (15 мая 2006) :
- Les fleurs de forest (29 октября 2007)
- Welcome to the Magic World of Captain Samouraï Flower (12 октября 2009)
- Le Grand Amour (2013)
- Billet de femme (2016)
- Obispo (2018)
- Le beau qui pleut( 2023)

## Награды
- NRJ Music Awards (2001)
- Victoire de la musique (2004)